# Alex (Oklahoma)
Alex is een plaats (town) in de Amerikaanse staat Oklahoma, en valt bestuurlijk gezien onder Grady County.

## Demografie
Bij de volkstelling in 2000 werd het aantal inwoners vastgesteld op 635.
In 2006 is het aantal inwoners door het United States Census Bureau geschat op 664, een stijging van 29 (4,6%).

## Geografie
Volgens het United States Census Bureau beslaat de plaats een oppervlakte van
17,3 km², geheel bestaande uit land. Alex ligt op ongeveer 315 m boven zeeniveau.

## Plaatsen in de nabije omgeving
De onderstaande figuur toont nabijgelegen plaatsen in een straal van 20 km rond Alex.